# Abdelhamid Abou Zeid
Abdelhamid Abu Zeid (1965-2013), cujo verdadeiro nome era Mohamed Ghadir, era de nacionalidade argelina e um dos três principais comandantes do grupo terrorista Al Qaida no Magreb Islâmico.
Foi o principal rival de Mokhtar Belmokhtar.
Nasceu na Argélia em 1965. Foi morto por tropas do Chade, em fevereiro de 2013.